# David Hartley
David Hartley, född 30 augusti 1705 i Halifax i West Yorkshire, död 28 augusti 1757 i Bath, var en brittisk filosof och läkare.
Hartley grundade i anslutning till John Locke den egentliga associationspsykologin, som förklarar föreställningarnas tidsföljd i medvetandet med bildandet av association mellan flerfaldiga, tillsammans uppträdande föreställningar. Samtidigt antog Hartley, att till grund för en sådan association i medvetandet låg en fysiologiska förbindelse mellan de motsvarande retningsprocesserna i hjärnan, och närmade sig därmed en materialistisk förklaring av själsföreteelseerna, till vilken hans lärjunge Joseph Priestley sedan ännu eftertryckligare bekände sig. Hartleys främsta arbete är Observations on man, his frame, his duty and his expectations (1749).
Asteroiden 11943 Davidhartley är uppkallad efter honom.